# Giovanni Chiocca
Giovanni Chiocca (Gello, 1911 – Pisa, 1960) è stato un enigmista italiano.
Firmava i suoi lavori con lo pseudonimo Stelio.
Il suo ricordo è legato non solo alla produzione di giochi poetici di notevole spessore artistico e di rivoluzionaria novità per l'epoca, ma anche alla sua attività di scrittore e di editore.
Suo primo maestro fu Marino Dinucci (Marin Faliero). Sua moglie fu Maria Sartori (La Morina), altra valente enigmista con la quale produsse alcuni lavori firmati Liolà.
Dal 1943 al 1958  fu editore e direttore  di Fiamma Perenne.
Da ricordare la Breve storia dell'enigma, prima pubblicata a puntate su Fiamma Perenne e quindi raccolta in volume, e l'antologia di suoi lavori ... Ritorna un volo al mio silenzio.